# Nanocarrier
I nanocarrier sono delle nanoparticelle particolari, dedite al trasporto di agenti terapeutici o altre sostanze in siti specifici. I nanocarriers utilizzati esclusivamente come moduli di trasporto di farmaci si possono definire anche nanovettori.
Tra le strutture più comuni che permettono l’attuazione di questo meccanismo si trovano micelle, liposomi, materiali polimerici e materiali carboniosi. Questi sistemi stanno venendo ampiamente studiati per le loro potenziali applicazioni nel campo della nanomedicina, dove si utilizzano come moduli di trasporto mirati. Sono capaci di trasportare un farmaco in un determinato punto del nostro organismo e rilasciarlo in quell’ambiente specifico, permettendo l’ingegnerizzazione di cure estremamente localizzate (come cure anti-tumorali che riescono ad intervenire solo nei siti danneggiati).

## Tipologie di Nanocarriers
Tra i più comuni tipi di nanocarriers si può riportare: coniugati polimerici, nanoparticelle polimeriche, trasportatori molecolari a base di lipidi (come micelle e liposomi), strutture dendrimeriche, nanotubi di carbonio, nanoparticelle d’oro (come nanoshells e nanocages), nanocristalli di semiconduttori, nanostrutture di derivazione biologica, nanosistemi a base di silicio e silica e nanoparticelle superparamagnetiche.
Il principio di trasporto solitamente sfruttato si basa sull’idrofilicità e idrofobicità dei farmaci e dei componenti dei nanocarrier utilizzati. Per esempio, le micelle costituite da fosfolipidi possono trasportare sia farmaci idrofobici che idrofilici, in base all’orientamento delle teste e code dei lipidi che le compongono.

## Somministrazione di farmaci mirata
La proprietà più importante dei nanocarriers è la capacità di dirigersi verso una specifica posizione all’interno dell’organismo, dove rilasceranno poi ciò che trasportano, ad esempio il farmaco nel caso di applicazioni biomediche. Questa loro capacità li ha resi adeguati ad agire direttamente negli organi danneggiati (ad esempio affetti da tumori, da patologie neurologiche o altro), mediante la somministrazione di farmaci agenti in maniera fortemente localizzata, senza intaccare le cellule sane del tessuto.
Un nanocarrier riconosce dove rilasciare il farmaco per mezzo di 4 diversi meccanismi: tramite un’individuazione passiva o attiva dell’obiettivo, per specifità del pH e/o della temperatura.

### Targeting passivo
Si tratta di un inglobamento “involontario” della particella che viaggia attraverso la rete vascolare della zona tumorale (di solito fortemente irrorata), questa viene intrappolata e si accumula nell’area patologicamente alterata. Parametri importanti sono la permeabilità e l’effetto di ritenzione del nanovettore che verrà accidentalmente assorbito, in quanto ne determinano indirettamente l’efficacia. Questi parametri possono essere migliorati per mezzo di rivestimenti superficiali della nanoparticella, facendo sì che essa venga riconosciuta dall’organismo come propria e non come estranea.

#### Targeting attivo
In questo caso, l’individuazione dell’obiettivo avviene in modo attivo da parte del nanocarrier munito di moduli superficiali di riconoscimento come ligandi e anticorpi, i quali permettono al nanovettore di essere riconosciuti come organismo biologico ed essere quindi assorbito dalla cellula. Alcuni ligandi però influiscono negativamente sul processo, rendendo il nanovettore più tossico di quanto si desideri oppure diminuendone l’efficienza di rilascio una volta entrato nella cellula. Si è dimostrato che il targeting attivo aiuta a diminuire l’eventuale MDR (multi-drug resistance) delle cellule tumorali.

#### Specificità del pH
In questo caso i nanocarriers sono in grado di rilasciare il farmaco solo se si trovano in ambienti con un pH specifico, come le zone tumorali, solitamente più acide del normale (pH pari a circa 6.8 rispetto al 7.4 dei tessuti sani). In questi ambienti, il farmaco viene rilasciato a causa della degradazione strutturale del nanocarrier ad opera dell’acidità dell’ambiente, lasciando così intatti tutti gli ambienti sani con pH neutro o leggermente basico. Un metodo per indurre la capacità di agire ad un pH specifico è quello di inserire delle catene di copolimeri (caratterizzati da questo tipo di comportamento) tra i sistemi micellari. Questo tipo di sistemi presenta un rilascio immediato del farmaco, anziché un rilascio graduale come in altri casi, fattore alquanto favorevole poiché garantisce un’eliminazione immediata della massa dannosa evitando che essa abbia tempo di modificarsi geneticamente. I complessi di micelle e polimeri aiutano anche a prevenire l’insorgenza di MDR nelle cellule tumorali.

#### Specificità della temperatura
Alcune tipologie di nanocarriers riescono a rilasciare il farmaco ad una determinata temperatura. Analogamente a quanto accade per il pH, le zone tumorali sono solitamente ad una temperatura più elevata rispetto ai tessuti sani, fattore che innesca il processo di degradazione del modulo di trasporto ed il rilascio localizzato del farmaco.

## Applicazioni
Una delle maggior applicazioni dei nanocarrier è la somministrazione di farmaci. In questo ambito, si sono dimostrati potenti strumenti che si distinguono per specificità, ridotti effetti collaterali e una buona efficienza.
Applicazione 1: FERITE CAUSATE DA DIABETE MELLITO
Il diabete mellito (DM) è un deficit della secrezione di insulina, cioè dell’ormone prodotto dal pancreas che controlla il livello di glicemia nel sangue. Si tratta di un disturbo metabolico di più eziologie caratterizzato da una proliferazione cronica del livello di zucchero nel sangue con influenza sul metabolismo di carboidrati, grassi e proteine e conseguente funzionamento anormale dell'insulina nel corpo. L'azione a lungo termine del diabete porta a problemi come una ridotta cicatrizzazione delle ferite e lo sviluppo di ulcerazioni croniche del piede che potrebbero non guarire e, quindi, portare a grave depressione e mortalità. 
Le ulcere delle estremità diabetiche si sviluppano in circa il 15% delle persone con il diabete di tipo 1 o 2, e sono la principale causa di ospedalizzazione e amputazione dei pazienti.
NANOTECNOLOGIE E NANOMATERIALI
Grandi sforzi sono stati compiuti dai ricercatori per lo sviluppo di nuove tecnologie che potrebbero pulire rapidamente la ferita dai batteri invasori e in grado di fornire antibiotici per le infezioni DFU (Diabetic Foot Ulcer). Tra le varie tecnologie di recente sviluppo, la nanotecnologia e i nanomateriali hanno rinnovato la diagnosi della guarigione delle ferite diabetiche.
Rispetto alle medicazioni convenzionali, i nano-carrier sono superiori in termini di capacità di trasportare, proteggere e sostenere il rilascio appropriato del farmaco sulla superficie della ferita.
Negli ultimi anni, nanoparticelle come argento, oro e zinco con proprietà antibatteriche e antimicrobiche insieme a una bassa tossicità in vivo hanno fornito un approccio incomparabile per accelerare la guarigione delle ferite acute e croniche ritardate.
I nanomateriali possiedono un elevato rapporto superficie / volume che consente una maggiore penetrazione nell'area della ferita per fornire un rilascio prolungato e controllato di farmaci, una riduzione degli effetti collaterali associati e, quindi, una guarigione più rapida della ferita. Inoltre, questi sistemi di somministrazione su scala nanometrica possiedono una migliore somministrazione di farmaci poco solubili in acqua e proteggono il medicinale attivo contro temperatura, luce, degradazione del pH o dagli enzimi nel sito di somministrazione. Pertanto, il coinvolgimento della nanotecnologia funge da potenziale rivoluzione nel trattamento della ferita.
Esistono due categorie principali di nanomateriali utilizzati nella guarigione delle ferite:
- quelli impiegati come veicoli di rilascio per agenti terapeutici (scaffolds). L'ingegneria dei tessuti prevede l’uso di biomateriali che creano una sorta di impalcatura per le cellule e un ambiente adatto per la rigenerazione tissutale. Per scaffold intendiamo dunque un supporto tridimensionale poroso, realizzato con un materiale biocompatibile e bio-riassorbibile, in grado di favorire l’adesione e la proliferazione cellulare fino alla formazione del nuovo tessuto;
- quelli che mostrano proprietà positive intrinseche per il trattamento delle ferite (nanoparticles).[3]

NANOPARTICELLE PER LA GUARIGIONE DELLE FERITE DIABETICHE: AgNPs E AuNPs
NANOPARTICELLE D’ARGENTO (AgNPs)
Tra le diverse nanoparticelle di metallo, AgNP è la nanoparticella più utilizzata nella gestione della cura delle ferite grazie alle sue inimitabili proprietà antinfiammatorie e all'attività antimicrobica contro ceppi di microrganismi multiresistenti (MDR) che promuovono la guarigione delle ferite.
L’argento si trova nelle medicazioni in una serie di forme diverse:
- come argento elementare – per es., argento metallico, argento nanocristallino;
- come composto inorganico – per es. ossido di argento, fosfato di argento, cloruro di argento, solfato di argento, composti di fosfato di calcio argento sodio, composti di argento zirconio, SSD (sulfadiazina argentica in pomata);
- come complesso organico – per es. allantoinato di argento-zinco, alginato d’argento etc.

In ambito biomedico, l’argento contenuto nella medicazione può presentarsi in forma di:
- strato di rivestimento – su una o entrambe le superfici esterne della medicazione (argento elementare o nanocristallino);
- all’interno della struttura della medicazione – come rivestimento dei materiali della medicazione (argento elementare o composti), negli interstizi dei materiali della medicazione (argento elementare o composti) o in forma di composto assimilato alla struttura della medicazione (per es. alginato d’argento);
- combinazione delle due precedenti forme.

Lo scopo del trattamento con medicazioni all’argento è di ridurre la carica batterica della ferita, trattare l’infezione locale e prevenire la diffusione sistemica: il loro obiettivo principale non è quello di stimolare direttamente la guarigione della ferita. Le linee guida cliniche raccomandano di utilizzare le medicazioni all’argento nelle ferite già infette o in quelle in cui un’eccessiva carica batterica provoca un ritardo della guarigione.
I meccanismi di azione antimicrobica delle AgNPs sono di due tipi:
- azione battericida: l'argento è in grado di generare radicali liberi che danneggiano la parete cellulare batterica, portando all’apoptosi.
- azione inibitoria: le AgNPs sono acidi morbidi che interagiscono con la cellula batterica la quale contiene basi morbide (come zolfo e fosforo). Gli ioni d'argento si attaccano ai gruppi tioli delle proteine producendo legami disolfuro (tramite ossidazione) che possono interferire nella replicazione del DNA e inibire la crescita di batteri, portando all'apoptosi.

NANOPARTICELLE D’ORO (AuNPs)
Le AuNPs biocompatibili sono ampiamente utilizzate nella rigenerazione dei tessuti, nella somministrazione mirata di farmaci e nella guarigione delle ferite.
A differenza dei nanomateriali Ag, i nanomateriali Au come unico materiale da solo non hanno alcuna attività antimicrobica. Pertanto, le AuNPs devono essere incorporate con altre biomolecole da utilizzare per funzioni biologiche efficaci.
Un modello strutturale rappresentativo di una singola AuNP è chiamato “Monolayer Protected Cluster (MPC)”, costituito da:
- atomi centrali interni d'oro ("core") che determinano la cristallinità della struttura;
- atomi d'oro sulla superficie esterna della struttura AuNPs, che di solito hanno una geometria diversa rispetto agli atomi del nucleo, creano le sfaccettature e i bordi della superficie e controllano l'attività catalitica della particella;
- uno strato esterno protettivo di ligandi organici o tensioattivi. Queste ultime strutture stabilizzano le AuNPs e forniscono loro funzionalità di superficie. A seconda degli intervalli di dimensioni delle AuNPs, si possono formare cluster, particelle catalitiche o cristalli plasmonici con diverse nanostrutture (tetraedri, cubi, cilindri etc.).[5]

Quindi, a seconda della composizione delle AuNPs, si potrebbe introdurre un'ampia varietà di ligandi organici e tensioattivi per funzionalizzare la superficie delle AuNPs e migliorarne le proprietà. Tali modifiche nella somministrazione del farmaco sono cruciali per un carico adeguato del farmaco, un corretto rilascio del farmaco, assorbimento cellulare e targeting.
Con l’aggiunta di leganti (ligandi) funzionalizzati a oro colloidale metastabile si formano spontaneamente monostrati organici. I leganti utilizzati sono svariati: storicamente più importanti sono le fosfine, i cui sistemi sono tra i più stabili, superati soltanto da quelli basati su tioli.
Nel 1994 è stato pubblicato il lavoro in cui Brust e Schiffrin hanno descritto la sintesi in doppia fase di nanoparticelle di oro protette da tioli alchilici che permette di ottenere facilmente clusters con dispersione piuttosto bassa e con un diametro modulabile. Queste particelle risultano essere stabili, isolabili e solubili nei comuni solventi organici senza che si verifichino fenomeni di aggregazione e decomposizione indesiderati: possono, quindi, essere maneggiate come veri e propri composti organici. La fase di capping mediata dai tioli si traduce nella produzione di monostrati organici stabili sulle AuNPs. Questa sintesi consiste, quindi, nella formazione di un monostrato di tiolati alchilici sulla superficie esterna di un cluster metallico. La presenza di un monostrato passivante offre la possibilità di avere una “superficie funzionale solubile” e organizzata potenzialmente in grado di operare in processi catalitici.
Gli effetti antimicrobici e antiossidanti potrebbero migliorare significativamente il processo di guarigione della ferita e rigenerare i tessuti di collagene danneggiati. Allo stesso modo, l'attività 
antinfiammatoria e anti-angiogenica delle AuNPs supporta la secrezione di proteine che sono componenti vitali per il ripristino della ferita.

## Nanovettori per siRNA
Gli short-interfering RNAs (siRNA) sono molecole di RNA che interferiscono con l’espressione dei geni e, quindi, con la produzione di proteine. Potenzialmente i siRNA offrono prospettive eccezionali nella cura dei tumori proprio perché possono interferire con tutte le proteine patologiche prodotte da geni alterati; tuttavia non possono essere usati come agenti terapeutici in quanto vengono immediatamente riconosciuti dal sistema immunitario come materiale esogeno e, come tali, distrutti.
Oltre a ciò, qualora riuscissero anche a giungere indenni alle cellule bersaglio, essendo gli siRNA composti da molecole ad alta densità di carica negativa, il loro passaggio attraverso la membrana cellulare, anch’essa a polarità negativa, risulterebbe fortemente sfavorevole. Quindi, per essere impiegati efficacemente in terapia, gli siRNA richiedono la presenza di un nanovettore che li protegga lungo il viaggio verso il tessuto/organo obbiettivo e che, una volta raggiunto, li aiuti a penetrare all’interno delle cellule per poter espletare la loro azione biologica.
Tra i nanovettori utilizzabili allo scopo esistono molecole dendrimeriche autoassemblanti che in assenza dei frammenti di acido nucleico danno origine a strutture di tipo vescicolare (dendrimerisomi) con dimensioni attorno ai 200 nm ma, una volta in presenza degli siRNA, spontaneamente si trasformano in piccole micelle sferiche del diametro di 6-7 nm, che ottimizzano sia l’effetto protettivo che di trasporto e rilascio del siRNA.
I nanovettori a base di polimeri sfruttano la carica negativa degli siRNA, caricandoli tramite assemblaggio elettrostatico. Questi nanovettori sono facili da preparare e da adattare per un'efficienza ottimale di silenziamento genico. I nanovettori di siRNA polimerici assemblati elettrostaticamente (EPSN) hanno il vantaggio di favorire la specificità della consegna e di migliorare l'assorbimento cellulare. 

## Trasporto Biomolecolare

### Nanostrutture Inorganiche
Le proprietà chimico-fisiche delle nanostrutture inorganiche possono essere utilizzate per accelerare o promuovere il rilascio di farmaci/molecole biologicamente attive. Tra le molteplici tipologie di nanostrutture inorganiche sono state sviluppate nanoparticelle multifunzionali, come per esempio nanoparticelle magnetiche, metalliche o nanotubi di argilla, che possono essere caricate con diverse molecole chemioterapiche o impiegate direttamente come agenti terapeutici.

### Nanovettori Magnetici
L'erogazione di terapie antitumorali specifiche avviene sia tramite meccanismi passivi che attivi; quest'ultimo include il vettore magnetico di nanoparticelle (MNP) che può trasportare un carico utile di farmaco che viene poi rilasciato al sito del tumore. I MNP solitamente sono composti da uno o più dei tre elementi ferromagnetici a temperatura fisiologica: nichel, cobalto e ferro.
Le nano-particelle magnetiche si comportano come trasduttori, essi sono in grado di convertire un campo magnetico variabile nel tempo in energia termica e meccanica adatta per indurre ipertermia, rilascio di farmaci e persino per favorire risposte cellulari specifiche.
Solitamente vengono classificate come ferromagnetiche o superparamagnetiche. Le nanoparticelle ferromagnetiche sono generalmente particelle multi-dominio con dimensioni superiori a 10 nm che possiedono una grande magnetizzazione spontanea. Se opportunamente funzionalizzate per evitare l'agglomerazione, possono essere molto utili per applicazioni di ipertermia.
Le nanoparticelle superparamagnetiche svolgono un ruolo importante nelle applicazioni biomediche, poiché un alto valore di magnetizzazione consente un controllo magnetico nei fluidi biologici. Tuttavia, la mancanza di una magnetizzazione permanente evita problemi legati all'aggregazione una volta rimosso il campo magnetico.
Gli ossidi di ferro, in particolare la magnetite () e la maghemite (), sono i materiali utilizzati più comunemente per la sintesi di nanoparticelle. Le nanoparticelle di ossido di ferro superparamagnetico (SPION) sono: non tossiche, biodegradabili, biocompatibili e gli ioni Fe risultanti dal loro degrado sono regolati efficacemente attraverso le vie metaboliche del ferro e dal meccanismo di clearance innato del corpo.
Grazie alla loro capacità di convertire energia da campi magnetici alternati in calore, le nanoparticelle magnetiche possono essere utilizzate per aumentare localmente e precisamente la temperatura (fino a 42–45 °C e anche sopra) nei trattamenti per ipertermia, particolarmente utili nel campo oncologico.
Il vantaggio principale di un targeting mediato da nanoparticelle magnetiche rispetto ad altre strategie di erogazione di farmaci si basa sulla possibilità di monitorare il movimento spazio-temporale del carrier attraverso la risonanza magnetica sfruttando le proprietà di contrasto delle nanoparticelle magnetiche.
I composti terapeutici possono essere direttamente collegati alla superficie delle nanoparticelle magnetiche o incapsulati in nanocarrier magnetici aventi una struttura nucleo-guscio, in cui le nanoparticelle di ossido di ferro magnetico sono circondate da polimeri, metalli o lipidi.
Una volta che le nanoparticelle sono concentrate nel sito bersaglio e sono interiorizzate dalle cellule tumorali, a questo punto avviene il rilascio del farmaco incapsulato dal vettore, con una frequenza appropriata compatibile con gli obiettivi terapeutici.
Un'altra potenziale applicazione di nanoparticelle magnetiche è rappresentata dalla possibilità di modulare le funzioni e le risposte delle cellule attivando i meccanismi di trasduzione del segnale attraverso la stimolazione di cellule o di componenti sub-cellulari. I recettori cellulari possono infatti essere attivati dal legame simultaneo di molecole di segnalazione multivalente; tali molecole possono essere imitate da nanoparticelle magnetiche opportunamente mirate che, in presenza di campi magnetici esterni, agiscono come nanocarrier promuovendo comportamenti cellulari e, allo stesso tempo, prevenendo l'attivazione non specifica.

### Nanovettori Metallici
Nel caso delle nanoparticelle di argento o di silica rivestite di argento, il dominio metallico può indurre morte cellulare applicando una corretta sorgente laser attraverso lo sviluppo di specie reattive all’ossigeno (ROS): questo fenomeno si spiega mediante la risonanza plasmonica che evidenziano questo tipo di nanoparticelle.
Le nanoparticelle metalliche plasmoniche (NPs), hanno infatti la capacità di convertire la radiazione elettromagnetica in calore mediante l’utilizzo di un fenomeno fisico chiamato risonanza plasmonica fortemente localizzata. Le NPs vengono adoperate a scopi terapeutici tra cui il drug-delivery o per potenziare l’ablazione dei tessuti tumorali, non danneggiando quelli sani. 

### Nanotubi Di Argilla
Un'altra classe di nanomateriali biocompatibili sono i nanotubi di argilla, composti da cristalli di allumina-silicato ed organizzati in una struttura tubulare cava, che possono essere impiegati per caricare farmaci all’interno del lumen e rilasciarli successivamente.
Le nanoparticelle possono veicolare una estrema varietà di biomolecole; di particolare rilevanza è il processo di delivery di acidi nucleici, DNA, oligonucleotidi antisenso e small interfering RNA (siRNA) come agenti terapeutici per correggere geni mancanti, sostituire geni difettosi o up-regolare l’espressione genica aberrante all’interno delle cellule. Questa attività di ricerca prevede la caratterizzazione di complessi DNA di varia lunghezza e NPs usando tecniche analitiche, come saggi di mobilità elettroforetica, indagini SEM e misure di potenziale Z.

## Nanovettori Organici Responsivi A Stimoli Chimico-Fisici
I nanovettori organici responsivi a stimoli chimico-fisici sono così definiti poiché vanno incontro a modifiche strutturali in risposta a variazioni delle condizioni ambientali. Questo peculiare comportamento può essere utilizzato per favorire il rilascio di farmaci incapsulati o assorbiti sulla superficie.
Sono stati sviluppati molteplici polimeri sensibili a stimoli chimico-fisici, quali per esempio, la luce, il pH, la temperatura, campi magnetici o elettrici, sostanze chimiche o molecole biologiche (come gli enzimi). I cambiamenti strutturali e conformazionali della catena polimerica, sottoposta ad un determinato stimolo, portano generalmente ad un aumento/riduzione del volume o delle dimensioni della nanostruttura, ad una maggiore permeabilità o a variazioni delle proprietà idrofiliche/idrofobiche. Inoltre, sistemi di rilascio basati su polimeri responsivi possono essere impiegati per controllare processi di riconoscimento molecolare, che includono la cattura, la rilevazione o il rilascio di biomolecole.
Infine, possono essere preparati nanosistemi ibridi, cioè derivanti dalla combinazione di nanoparticelle inorganiche e polimeri responsivi o molecole biologicamente attive, come nel caso di cluster magnetici rivestiti da un polimero termoresponsivo o da vescicole lipidiche contenenti nanoparticelle inorganiche per applicazioni biomediche. 

## Pro e contro dell’utilizzo di Nanovettori
I nanovettori rappresentano sicuramente il futuro della terapia per la loro capacità di raggiungere aree specifiche dell’organismo e trattare selettivamente le cellule patologiche, lasciando intatte quelle sane. In virtù della loro grande varietà, possono essere ingegnerizzati per agire sia come carrier per principi attivi, sia per il trasporto di materiale biologico come il siRNA.
La loro efficienza tuttavia può non essere sufficiente a compensare la difficoltà di caricamento dei principi attivi e di un loro scarso incapsulamento, a causa delle tecniche di emulsione utilizzate per la loro creazione. Questo limite rende quindi improponibile il loro utilizzo in ambito clinico, a causa dell’evidente problema economico dettato dalle grande quantità di nanovettori da impiegare.
Il grande vantaggio dei nanovettori risiede nella loro dimensione, che consente agli stessi di infiltrarsi nei capillari più piccoli, andando a trasportare il loro payload fino alla destinazione desiderata. Questo aspetto però determina anche l’insorgere di problematiche molto diverse e che non si riscontrano nel caso di altri vettori di misure più vicine al micron. La ricerca è ancora nel vivo ed i risultati non sono univoci, soprattutto in merito ai nanovettori magnetici.
Un'altra grossa preoccupazione che insorge con l’utilizzo di nanovettori e nanoparticelle è insita nella problematica della sostenibilità ambientale degli stessi: è infatti noto che l’utilizzo di nanoparticelle d’argento in molti prodotti consumer ha prodotto un aumento preoccupante delle concentrazioni del metallo nobile negli oceani e nelle falde acquifere, andando ad interagire con il bioma in cui vengono scaricati. 